# دايشي هاروناك
دايشي هاروناك (باليابانية: 春永 代志) (30 أبريل 1982 في هيروشيما في اليابان – )؛ هو لاعب كرة قدم سابق كان يلعب كلاعب وسط.